# Joaquín Pérez
Joaquín Pérez de las Heras (1936. október 25. – 2011. május 20.) kétszeres olimpiai bronzérmes mexikói lovas, díjugrató.
Az 1980-as moszkvai olimpián díjugratás egyéniben és csapatversenyben Jesús Gómez Portugallal, Gerardo Tazzerrel és Alberto Valdés Lacarra-val bronzérmes lett.

## Sikerei, díjai
- Olimpiai játékok – díjugratás egyéni és csapat
  - bronzérmes (2): 1980, Moszkva